# 球形時間
『球形時間』（きゅうけいじかん）は、日本の小説家多和田葉子による小説である。
雑誌『新潮』の2002年3月号に掲載された。2002年6月に単行本が新潮社より刊行された。装幀は、新潮社装幀室による。オブジェは、松岡芽ぶきによる。2002年、第12回Bunkamuraドゥマゴ文学賞を受賞する。2017年10月11日、連作『変身のためのオピウム』を併録した『変身のためのオピウム／球形時間』が講談社文芸文庫より刊行される。

## あらすじ
女子高校生のサヤは、ある日の放課後、駅の西口から歩いて5分のところにある喫茶店〈ドジン〉に立ち寄る。そこでサヤは、70歳くらいのイギリス人の老婦人、イザベラ・バードに出会う。サヤは、ある日の放課後、クラスメートのカツオが、フィリピン人の母親をもつマックンと呼ばれる天文学部所属の少年と、体育倉庫の中で抱き合っているのを目撃する。カツオは、大学に通っているというコンドウという青年と知り合い、喫茶店〈ドジン〉でコーヒーを奢ってもらう。自分は太陽を崇拝している、と話すコンドウのことを、カツオは馬鹿馬鹿しいと思いながらも、彼に対する好奇心を抑えられないでいた。

## 主な登場人物
サヤ
女子高校生。
カツオ
サヤのクラスメート。
コンドウ
青年。

## 書評
詩人の荒川洋治は、「『私小説』の手法によらない小説が、ここまで怒りと、笑いと、あつみのある現代小説を『創造』できること。そこにぼくは新鮮なおどろきを感じる」と評価している。東京大学教授の阿部公彦は、「『変身のためのオピウム』の神々しい国籍不明性に『聖』の香りが漂うのとは対照的に、『球形時間』は徹底的に『俗』の世界を描いた作品である」と評価している。